# Де-Рейп
Де-Рейп (нід. De Rijp) — село в нідерландській провінції Північна Голландія. Входить до муніципалітету Алкмар.
Його площа становить 3,38 км², а населення станом на 2021 рік складало 4 105 осіб.
До осушення навколишніх озер було портовим містечком, важливим торгівельним центром та центром вилову оселедця, якого зображено на гербі населеного пункту. До 1970 року мав статус окремого муніципалітету.

## Галерея

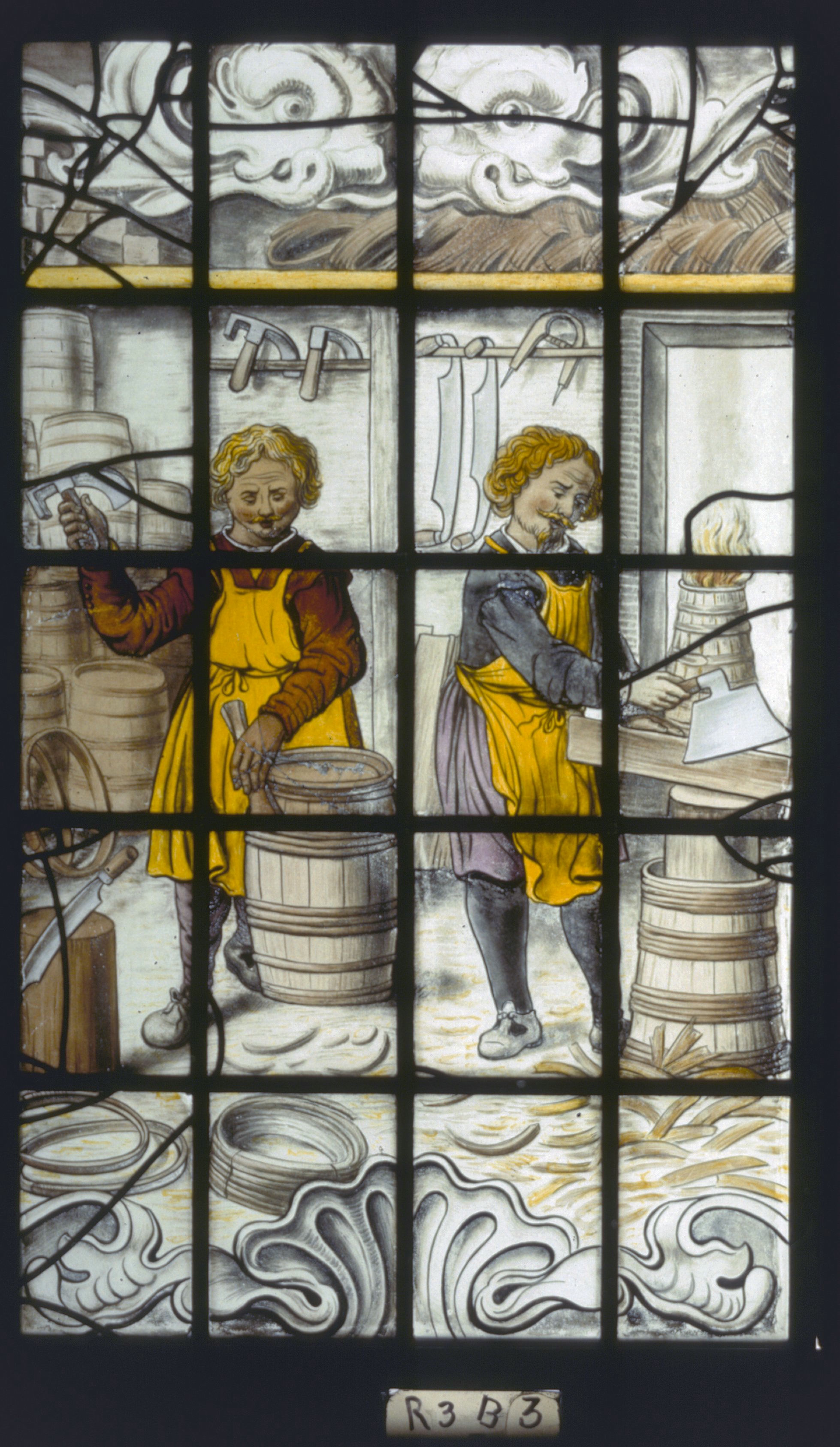
Вітраж із зображенням роботи бондарів
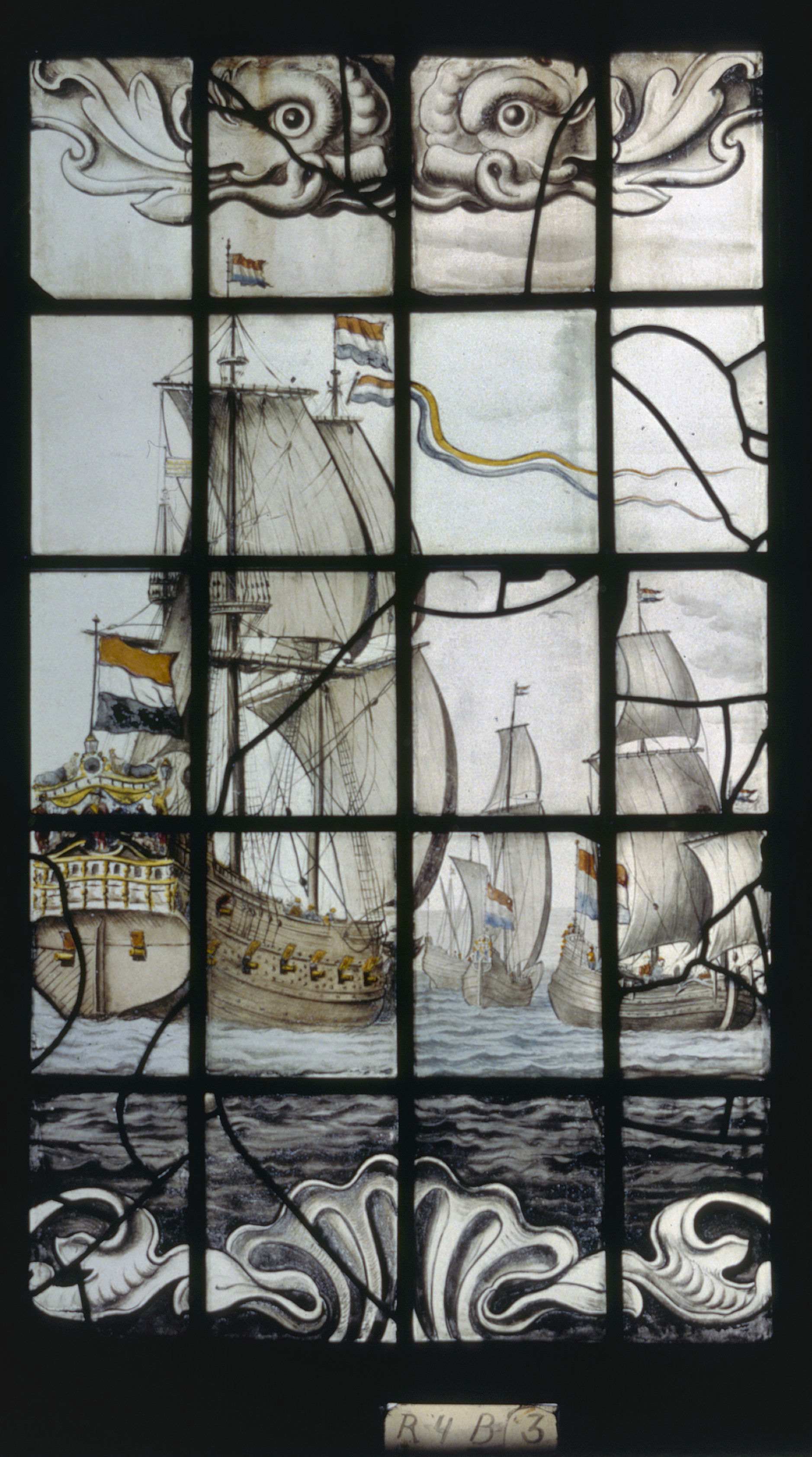
Вітраж із зображенням риболовного флоту